# Osoriella domingos
Osoriella domingos är en spindelart som beskrevs av Antonio D. Brescovit 1998. Osoriella domingos ingår i släktet Osoriella och familjen spökspindlar. Inga underarter finns listade i Catalogue of Life.